# Gustav Adolf Visscher van Gaasbeek
Gustav Adolf Visscher van Gaasbeek (Bandung, 6 september 1859 - Bazel, 20 juli 1911) was een Nederlands architect die in Zwitserland leefde.

## Biografie
Gustav Adolf Visscher van Gaasbeek was een zoon van Alexander Visscher van Gaasbeek, een koloniaal ambtenaar op Java. Hij was gehuwd met Rosa Maria Schoenchen, die afkomstig was uit München.
Visscher van Gaasbeek volgde een architectenopleiding aan de technische hogeschool van Hannover. Nadien volgde hij stages in Berlijn, Leipzig en München. In 1895 werd hij werknemer en vervolgens in 1898 vennoot in de architectenonderneming van Rudolf Linder die zich in 1901 zou omvormen tot een naamloze vennootschap (Basler Baugesellschaft AG). Hij was er artistiek en technisch directeur.
Visscher van Gaasbeek had een reputatie als een van de meest originele ontwerpers uit Bazel van rond de eeuwwisseling. Hij vond inspiratie in art nouveau, neorenaissance, neobarok en neogotiek. Tot zijn belangrijkste projecten behoren de woongebouwen in de Pilgerstrasse (1896-1903), het warenhuis Sodeck in de Freie Strasse (1896-1898, intussen gesloopt) en het huis van de firma Safran in de Gerbergasse (1902).
- Gemeinsame Normdatei: 1016969392
- Historisch woordenboek van Zwitserland: 019947
- International Standard Name Identifier: 0000 0001 4000 4469
- Virtual International Authority File: 188178894